# Stazione di Marsiglia Blancarde
La stazione di Marsiglia Blancarde è una fermata ferroviaria della linea Marsiglia-Ventimiglia che sorge nel quartiere di La Blancarde. È, per numero di passeggeri, la seconda stazione della città dopo quella di Saint-Charles. Sorge al confine del IV, il V ed il XII arrondisment municipale di Marsiglia.

## Interscambio
La stazione di Marsiglia Blancarde è servita da una linea della metropolitana (Linea 1) e da autobus urbani.
- Fermata metropolitana (La Blancarde, linea 1)
- Fermata tram (linea T1, linea T2)
- Fermata autobus